# Avber
Avber (in italiano tra le due guerre Alber di Sesana, prima Auber) è un paese della Slovenia, che si trova sull'altopiano carsico, insediamento (naselje) del comune di Sesàna.
La località è situata a 10,8 km a nord del capoluogo comunale e a 15,4 km dall'Italia. È capoluogo di una delle 13 comunità locali in cui si suddivide il comune, includendo anche i vicini insediamenti di Dobraule (Dobravlje), Paniqua (Ponikve), Gradnje e Raša.

## Storia
L'insediamento (naselje) viene per la prima volta citato nell'urbario della Signoria di Rifembergo del 1502 e quindi rientrante nella Contea di Gorizia divenuta poi Contea di Gorizia e Gradisca.
Con il trattato di Schönbrunn (1809) entrò a far parte delle Province Illiriche.
Col Congresso di Vienna nel 1815 rientrò in mano austriaca all'interno della Contea di Gorizia e Gradisca e del Regno d'Illiria, per poi passare a livello amministrativo al Litorale austriaco nel 1849. In quest'epoca Auber (Avber) costituì un comune autonomo che comprendeva i villaggi di Gradine (Gradinje) e Ponique (Ponikve) e l'agglomerato di Raša (noto anche come Raša Kompara).
Nel 1920, in seguito alla prima guerra mondiale e al Trattato di Rapallo, il paese venne annesso al Regno d'Italia, venendo inquadrato nel 1922 nella Provincia di Trieste come comune autonomo, che come in epoca asburgica includeva, oltre al capoluogo, le frazioni di Gradigne/Gradigne di Sesana (Gradinje), Ponique/Paniqua (Ponikve) e Rasa/Rassa (Raša). Nel 1923 il nome del paese venne modificato in Alber di Sesana. Nel 1927 il comune venne aggregato al comune di Tomadio cessando così di esistere.
Fu soggetto alla Zona d'operazioni del Litorale adriatico (OZAK) tra il settembre 1943 e il 1945. Passò poi alla Jugoslavia e quindi alla Slovenia.

## Alture principali e grotte
Ozidje, 302 m; Jama 2 v Velikem dolu [4101 SLO, 3502 VG]